# Klystron

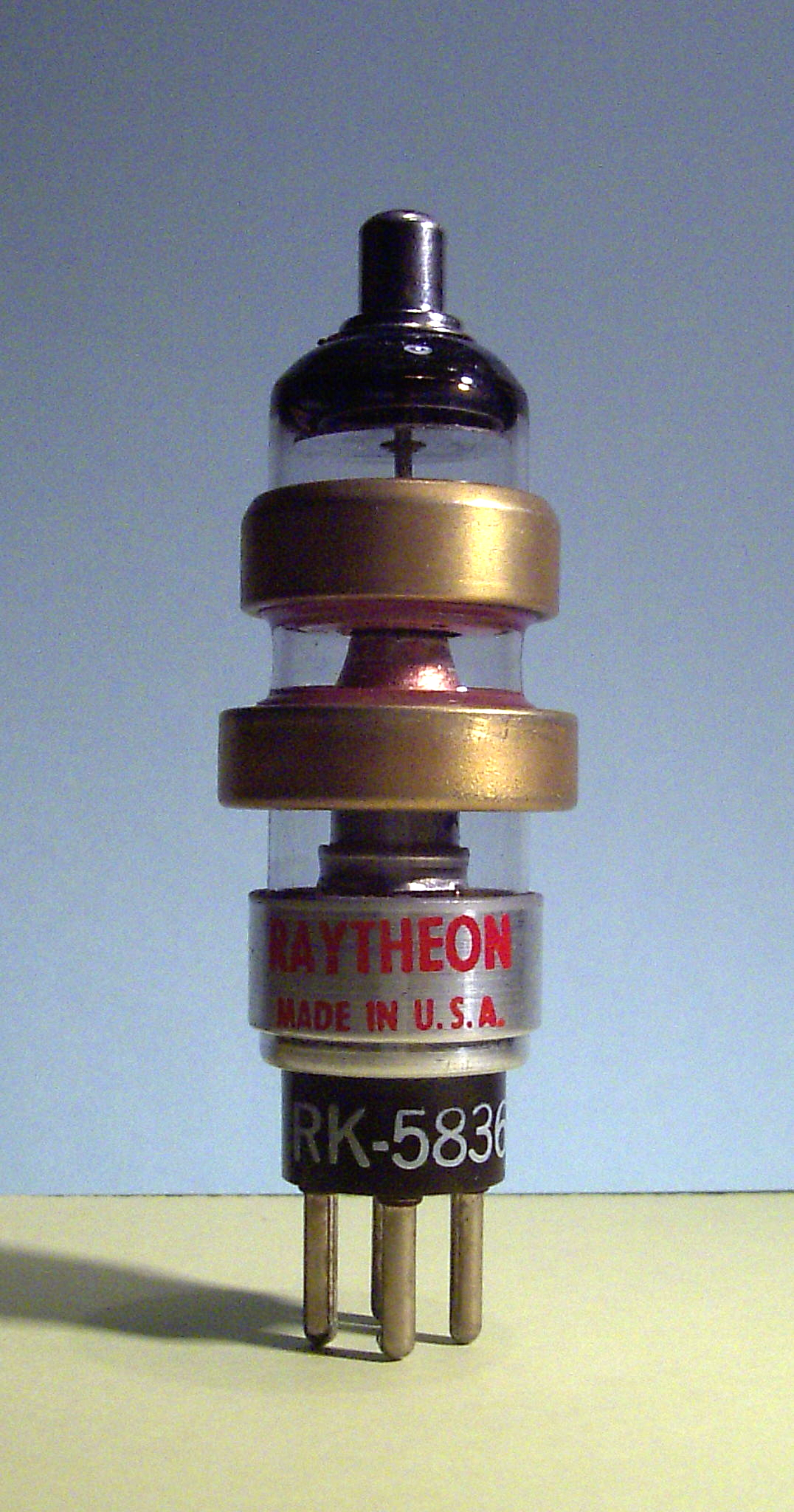
klystron

Klystron je speciální elektronka pracující ve frekvenčním pásmu 0,5 – 50 GHz. Je využívána jako zesilovač mikrovlnných a radiových frekvencí nebo generátor mikrovln (řádově cm). Je zdrojem pro radarová i jiná vysílací zařízení a klystron najdeme i v mnoha moderních domácnostech a to jako zdroj mikrovlného záření v mikrovlné troubě.  Energii získávají vlny ze svazku elektronů emitovaných ze žhavené katody. Skládá se ze 3 základních částí: shlukovače elektronů, shlukovacího prostoru a zachycovače. Zařízení vynalezli bratři Russell a Sigurd Varianovi v roce 1937.

## Princip klystronu
V klidovém stavu pracuje klystron jako běžná elektronka. Pomocí řídící mřížky (shlukovače) je proud elektronů mezi katodou a anodou střídavě urychlován a zpomalován. Tím v určité vzdálenosti od mřížky vzniknou shluky elektronů (rychlejší elektrony „doženou“ pomalejší). To se projeví jako proudové pulsy ve shlukovacím prostoru. Kolem tohoto prostoru je umístěn rezonátor, ve kterém vznikne indukcí elektromagnetické vlnění, které je pak vlnovody odvedeno.
Elektrony, které takto odevzdaly většinu své energie dále pokračují k anodě, kde se zbytek jejich energie změní v teplo.